# Nyxus

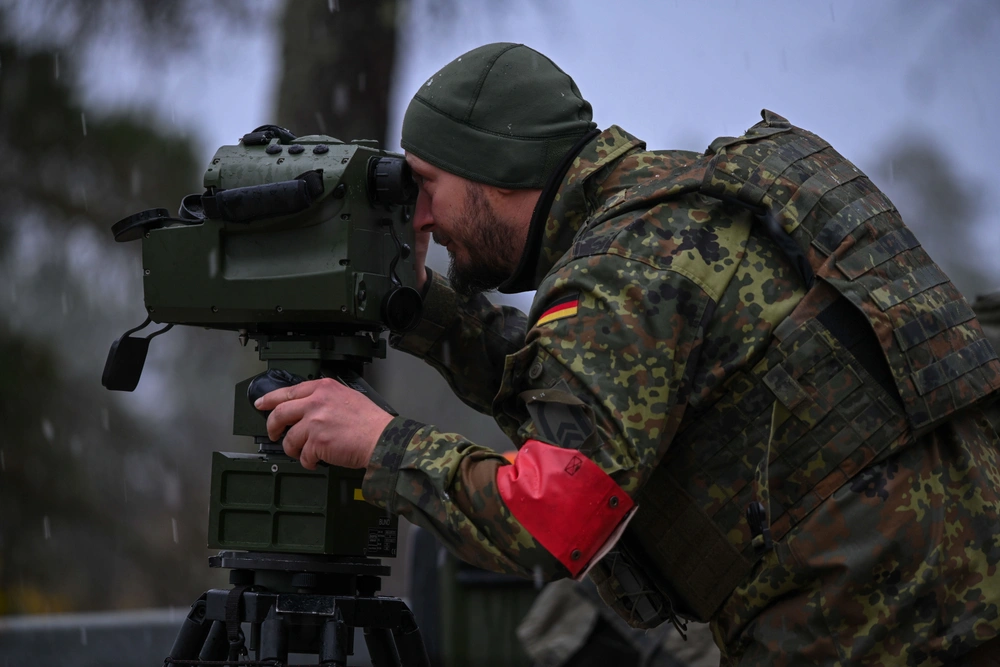
Nyxus Bird Gyro

Nyxus ist die Bezeichnung für die leichte Beobachtungsausstattung der Joint Fire Support Teams der Bundeswehr.
Der Name leitet sich von der griechischen Göttin der Nacht ab. Das Vorgängersystem war das Tragbare Zielortungsgerät TZG 90 A1. Mit Nyxus erreichen die Artilleriebeobachter der Bundeswehr erstmals Nachtkampffähigkeit.
Das Nyxus ist, im Gegensatz zu seinem Vorgänger, mit einem GPS-Empfänger ausgestattet. Es ermöglicht eine Identifikation gepanzerter Fahrzeuge bis zu 2500 m Entfernung, eine Erkennung bis zu 3800 m und eine Entdeckung bis zu 7000 m bei Tag, was einen wesentlichen Fortschritt bedeutet.
Nyxus wiegt 4,8 kg bei Abmessungen von 28 × 29 × 21 cm. Die Messgenauigkeit im Bereich Entfernung liegt bei ±10 m auf 5000 m.